# کاترلویل (میشیگان)
کاترلویل (به انگلیسی: Cutlerville) یک منطقهٔ مسکونی در ایالات متحده آمریکا است که در شهرستان کنت، میشیگان واقع شده‌است. کاترلویل ۱۵٫۵ کیلومتر مربع مساحت و ۱۴٬۳۷۰ نفر جمعیت دارد و ۲۰۶ متر بالاتر از سطح دریا واقع شده‌است.